# Canon de montagne Type 94 75 mm
Pour les articles homonymes, voir Canon de 75 mm.
Le  canon de montagne Type 94 75 mm (九四式山砲, Kyūyon-shiki nanagō-miri Sanpō)  était une pièce d'artillerie de 75 mm dite "de montagne" utilisée par l'Armée impériale japonaise durant la Seconde Guerre sino-japonaise et la Seconde Guerre mondiale. Ce canon de 75 mm supplanta le Type 41 de même calibre pour devenir la pièce d'artillerie standard d'une division d'infanterie japonaise. La dénomination  Type 94 indique que cette pièce d'artillerie a été adoptée par l'Armée en l'an 2594 du calendrier japonais soit 1934 dans notre calendrier grégorien.

## Histoire et développement
Les retours d'expériences en combat en zone montagneuses du Type 41 durant l'invasion de la Manchourie démontrèrent, au commandement japonais, que ce canon manquait non seulement de puissance de feu et de précision mais que son transport en terrain difficile n'était pas aussi aisé qu'espéré.  Le Bureau Technique de l'Armée impériale fut donc assigné au développement de son remplaçant au 1931. Le premier prototype fut testé en 1932 et son modèle fut adopté par l'Armée en septembre 1934 sous la dénomination Type 94.
Cependant, le projet de rééquiper tous les régiments d'artillerie avec ce nouveau canon fut constamment reporté en raison de priorités budgétaires.

## Conception
Le canon de montagne Type 94 de 75 mm était une pièce d'artillerie monotube qui incorporait de nombreuses innovations techniques d'armuriers étrangers : comme la culasse à ouverture coulissante horizontale des canons allemands Krupp (sans doute repris de l'obusier Type 38 15 cm) , ainsi que le mécanisme d'absorption du recul hydropneumatique et l'affut sur roue de la société française Schneider (issu du canon de 105 mle 1913 Schneider). La position du canon sur l'affut a été étudiée pour que celui-ci soit positionné au niveau de son centre d'équilibre, ne nécessitant ainsi pas de système d'équilibrage supplémentaires. De plus, le canon pouvait tirer avec son affut déployé ou non. Les servants étaient partiellement protégés par un bouclier frontal de 3 mm d'épaisseur.
La désignation "de montagne" du canon indique que sa construction est modulaire pour faciliter le transport. Le Type 94 était ainsi capable d'être divisé en 11 parties en moins de 5 min pour être transportable à dos d'homme ou mulet. La partie la plus lourde pesant 95 kg, l'ensemble était transporté par 6 chevaux ou par 18 hommes. Néanmoins durant la campagne de Bougainville, en raison de la difficulté du terrain, l'équipage monta à 41 hommes pour son transport. La procédure de mise en place prenait 10 min et maximum 10 de plus la nuit grâce à des indicateurs luminescents sur les parties à assembler.

## Munitions
Le Type 94 tirait les mêmes projectiles que les autres pièces de 75 mm nippones  mais avec une charge plus grande que le canon de montagne Type 41 (identique à ceux du Type 38).  Le Type 94 pouvait utiliser :
- Des obus explosifs  :
  - M94 de 6 kg dont 0,8 kg de TNT avec une fusée M88 (choix percutante ou fusante)
  - "A" de 6,46 kg chargé avec de l'acide picrique et du Dinitrotoluène avec une  fusée M3 (fusante)
  - "B" de 6,6 kg chargé avec 0,66 kg de l'acide picrique et du Dinitrotoluène avec une  fusée M88 (choix percutante ou fusante)
  - M90/97 de 6,18 kg avec 0,42 kg de TNT avec une fusée  fusée (choix percutante ou fusante)
  - M90 de 6,35 kg chargé de TNT avec une  fusée M88 (choix percutante ou fusante)
- Des obus anti-blindage :
  - M95 de 6,2 kg chargé avec  0,42 kg de l'acide picrique et du Dinitrotoluène avec une fusée M95 (explosion après impact)
- Des obus à shrapnell :
  - M90 de 7 kg chargé avec 0,1 kg de poudre noire et une  fusée M5 (percutante et fusante)
  - M38 de 6,38 kg chargé avec 0,1 kg de poudre noire et une  fusée M3 (choix percutante et fusante)
- Des obus chimiques
- Des obus éclairants :
  - M90 de 5,65 kg avec une  fusée M5 (fusante)
- Des obus incendiaires :
  - M90 de 6,93 kg avec une  fusée M5 (percutante et fusante)
- Des obus fumigènes :
  - M90 de 5,73 kg chargé avec 0,1 kg de l'acide picrique et du Dinitrotoluène avec une  fusée M88 (percutante)

## Engagements
Le canon de montagne  Type 94 de 75 mm fut utilisé intensivement par l'Armée impériale japonaise lors de la bataille du Mandchoukouo et durant la Seconde Guerre sino-japonaise. Il fut mis en dotation de l'Armée Expéditionnaire du Sud et utilisé  en position défensive dans les Iles des Indes Néerlandaises et du Mandat des îles du Pacifique. C'était l'un des canons les couramment rencontrés par les forces alliés durant les premiers mois de la guerre du Pacifique.
La copie chinoise du  Type 94 fut aussi utilisée par l'Armée nord-coréenne durant la guerre de Corée

## Médias

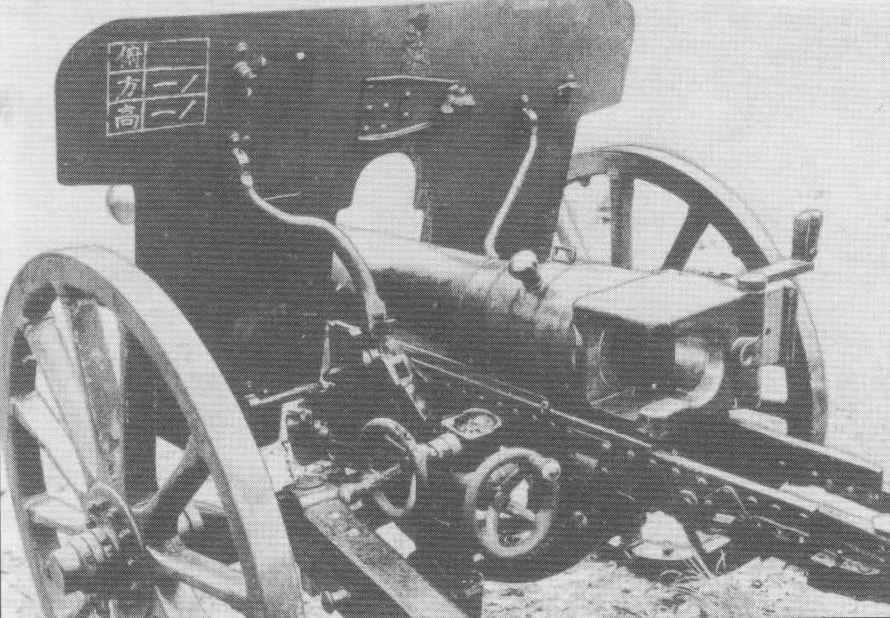
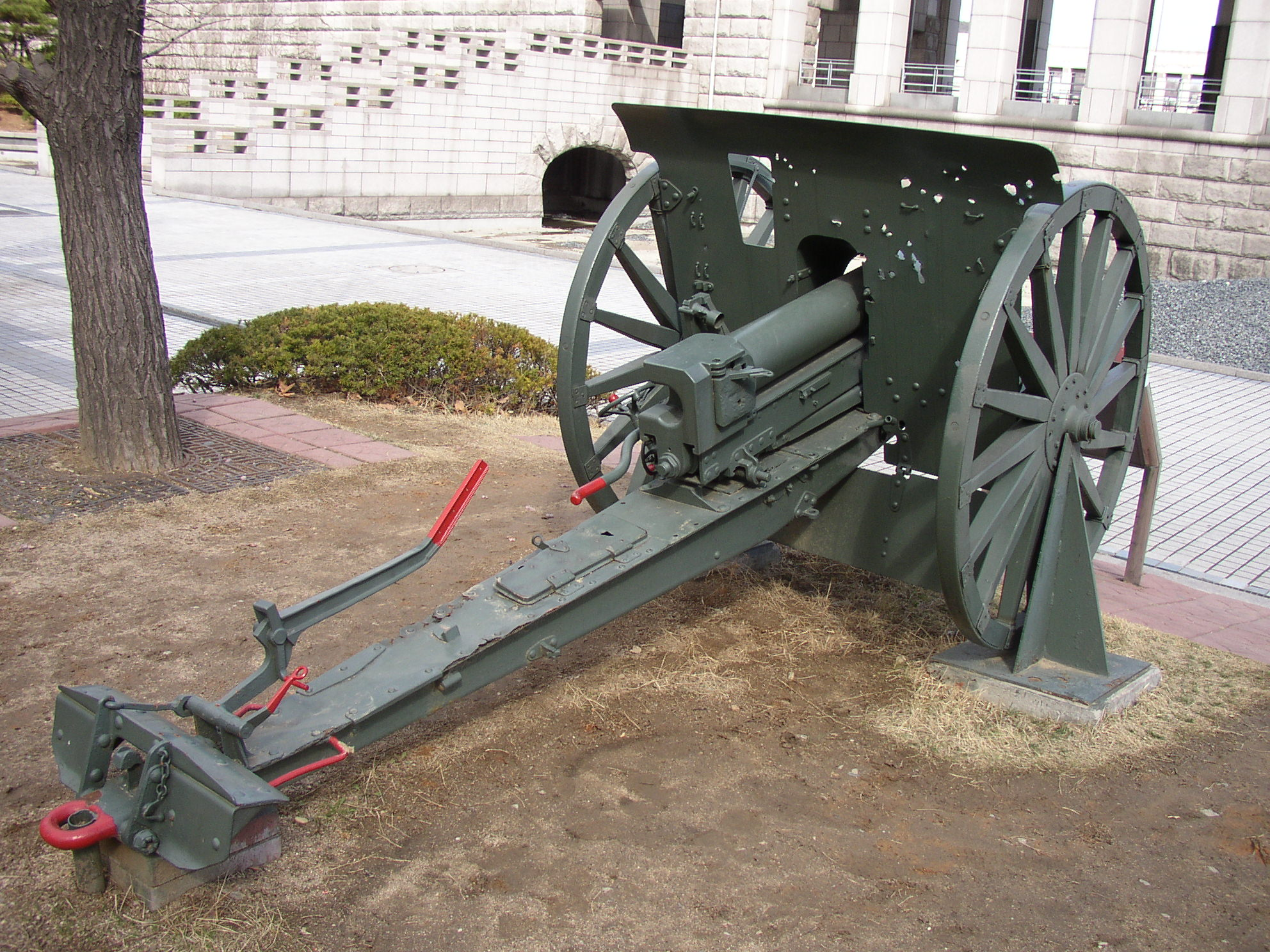
Copie chinoise du Type 94 exposé au Mémorial de la Guerre de Corée
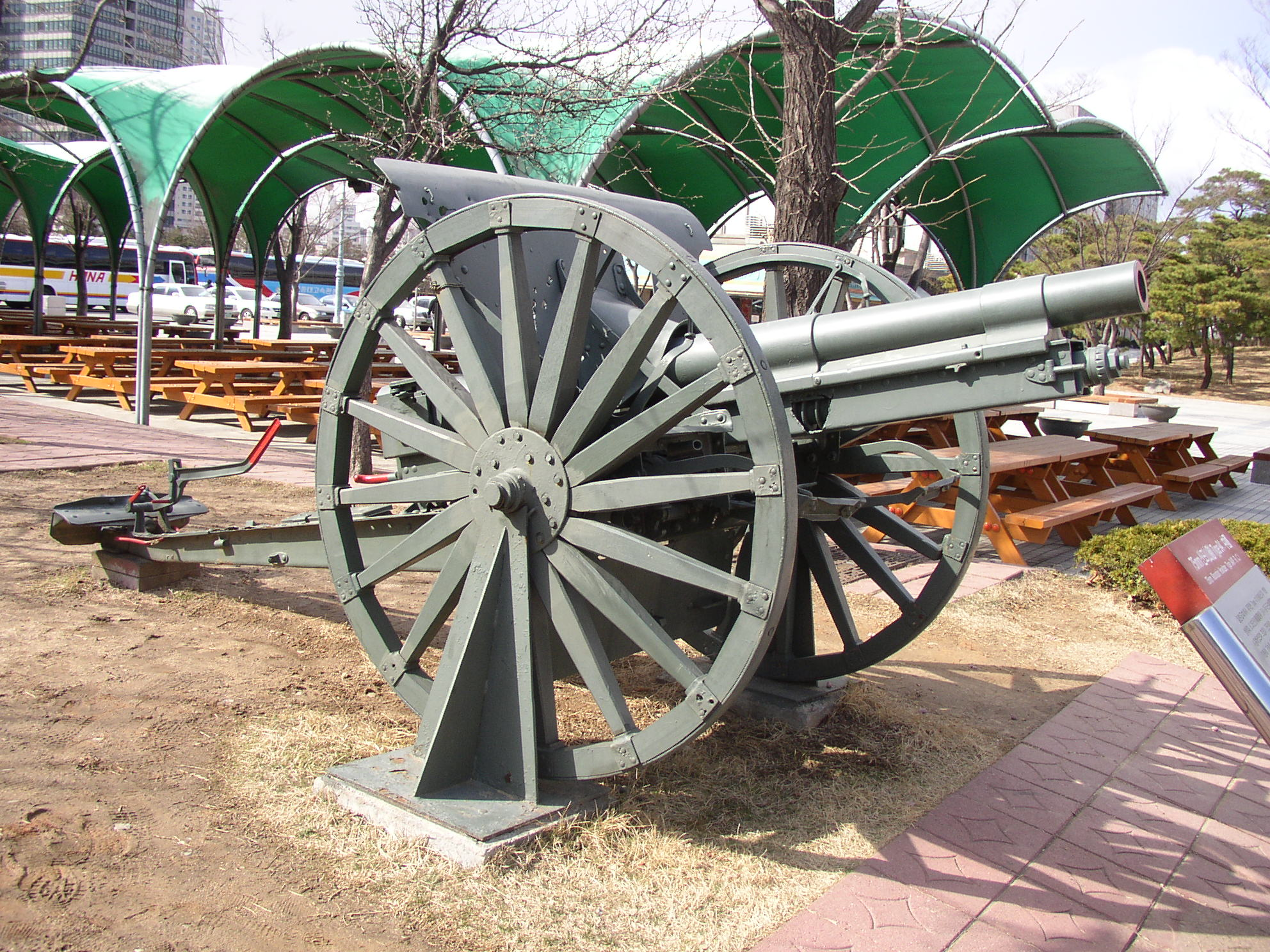
Copie chinoise du Type 94 exposé au Mémorial de la Guerre de Corée

### Sources
- Bishop, Chris (eds) The Encyclopedia of Weapons of World War II. Barnes & Nobel. 1998.  (ISBN 0-7607-1022-8)
- Chant, Chris. Artillery of World War II, Zenith Press, 2001,  (ISBN 0-7603-1172-2)
- McLean, Donald B. Japanese Artillery; Weapons and Tactics. Wickenburg, Ariz.: Normount Technical Publications 1973.  (ISBN 0-87947-157-3).
- Mayer, S.L. The Rise and Fall of Imperial Japan. The Military Press (1884)  (ISBN 0-517-42313-8)
- War Department Special Series No 25 Japanese Field Artillery October 1944
- US Department of War, TM 30-480, Handbook on Japanese Military Forces, Louisiana State University Press, 1994.  (ISBN 0-8071-2013-8)